# Foresta di Tarvisio
La foresta di Tarvisio è una foresta millenaria posta nei territori dei comuni di Tarvisio, Malborghetto-Valbruna e Pontebba, nell'estremo nord-est della regione Friuli-Venezia Giulia (provincia di Udine). La foresta confluita al demanio dello Stato dal 1919 con il trattato di Saint-Germain-en-Laye, oggi rientra nel patrimonio di proprietà del Fondo edifici di culto (F.E.C), ente pubblico dotato di personalità giuridica amministrato dal dipartimento libertà civili e immigrazione del ministero dell'interno. Attualmente la foresta, gestita dal reparto carabinieri biodiversità di Tarvisio (previa apposita convenzione stipulata con il Fondo edifici di culto del ministero dell'interno), costituisce uno dei più grandi compendi forestali d'Italia con un'estensione di 23.300 ettari, collocata su un'altezza che varia dai 600 ai 2.500 m.s.l.m..
Principalmente formata da abeti, si estende tra le Alpi Carniche a ovest, le Alpi Giulie a sud e la catena delle Caravanche a nord, al confine dell'Italia con l'Austria a nord e la Slovenia a sud  (Val Canale, Catena Jôf Fuârt-Montasio, Catena del Canin, Val Rio del Lago, catena Mangart-Jalovec e Caravanche Occidentali). L'area fa parte dell'omonimo parco naturale foresta di Tarvisio contiguo a quello dei vicini Laghi di Fusine.

## Storia
Nel 1007 l'Imperatore di Germania Enrico II trasferisce la proprietà della foresta al Vescovo di Bamberga. Successivamente, viene ceduta nel 1759 all'imperatrice d'Austria Maria Teresa. A seguito del primo conflitto mondiale, con il trattato di San Germano, la foresta viene fatta rientrare, nel 1919, nel demanio dello Stato italiano. La gestione della foresta, dal 1932, è affidata al corpo forestale dello Stato.

## Ambiente
Per quanto riguarda la flora, la foresta presenta principalmente l'abete rosso e alcuni esemplari di abete bianco.
Le principali specie animali presenti nell'area sono i cervi ed i caprioli. Dalla fine degli anni '70 la zona è stata soggetta a un ripopolamento di stambecchi.